# كريستال ووترز
كريستال ووترز (بالإنجليزية: Crystal Waters)‏ (مواليد 10 أكتوبر 1964) كاتبة اغاني و مغنية موسيقى هاوس أمريكية.

## روابط خارجية
- كريستال ووترز على موقع IMDb (الإنجليزية)
- كريستال ووترز على موقع ميوزك برينز (الإنجليزية)
- كريستال ووترز على موقع إن إن دي بي (الإنجليزية)
- كريستال ووترز على موقع أول ميوزيك (الإنجليزية)
- كريستال ووترز على موقع ديسكوغز (الإنجليزية)